# 石垣市議会
石垣市議会（いしがきしぎかい）は、石垣市に設置されている地方議会である。

## 概要
- 定数：22人
- 任期：2022年9月28日 - 2026年9月27日[1]
- 選挙区：市全域を単一選挙区とする大選挙区制（単記非移譲式）
- 議長：我喜屋隆次（自由民主石垣）
- 副議長：東内原とも子（自由民主石垣）

## 会派
| 会派名         | 議席数 | 政党                 | 議員名                                                                                             | 女性議員数 | 女性議員の比率(%) |
| -------------- | ------ | -------------------- | -------------------------------------------------------------------------------------------------- | ---------- | ----------------- |
| 自由民主石垣   | 9      | 自由民主党3・無所属6 | 長山家康、仲間均、我喜屋隆次、東内原とも子、友寄永三、石川勇作、伊良部和摩、登野城このみ、髙良宗矩 | 2          | 22.22             |
| 公明石垣       | 2      | 公明党               | 平良秀之、石垣達也                                                                                 | 0          | 0                 |
| 未来           | 2      | 無所属               | 箕底用一、後上里厚司                                                                               | 0          | 0                 |
| ゆがふ         | 2      | 無所属               | 花谷史郎、内原英聡                                                                                 | 0          | 0                 |
| バガスマ風の会 | 1      | 立憲民主党           | 長浜信夫                                                                                           | 0          | 0                 |
| 日本共産党     | 1      | 日本共産党           | 井上美智子                                                                                         | 1          | 100               |
| 国民民主石垣   | 1      | 国民民主党           | 砥板芳行                                                                                           | 0          | 0                 |
| 無会派         | 4      | 無所属               | 仲嶺忠師、大道夏代、田盛英伸、宮良操                                                               | 1          | 25                |
| 計             | 22     |                      | | 4          | 18.18             |

（2024年3月29日現在）
与党は自由民主石垣、公明石垣の2会派11人。
中立は未来と無会派1人の計3人。
野党はゆがふ、バガスマ風の会、日本共産党、無会派4人(うち国民民主1人)の計3会派10人。

## 沿革
2018年
- 9月9日 - 石垣市議会議員選挙執行。中山義隆市長を原則支持する与党が13対9と過半数を確保した。中山を支持しない9人の市議は、平得大俣への陸上自衛隊配備計画にも反対している[3]。与党会派13の内訳は、自由民主石垣9、公明石垣2、未来2。

2019年
- 6月17日 - 市議会定例会で、平得大俣への陸上自衛隊配備の賛否を問う住民投票条例案が賛成少数で否決された[4]。
- 6月28日 - 陸自配備賛成の立場の仲間均が尖閣諸島に関する一般質問の最中で「中国は本気で尖閣を取りにきている。今こそ自衛隊が必要である」と述べた後、「住民投票はあまりにも無責任だ。議会を解散して、配備の是非を問うべぎだ」として計画への賛否を問う選挙を求め、議会の解散動議を提出した。一般質問終了後、議会の解散に関する特例法に基づく決議が提案され採決。賛成者は12人。同法が規定する出席者（21人）の5分の4（17人）に達せず、否決となった[5][4]。
- 12月16日 - 自由民主石垣が提出した自治基本条例を廃止するための条例案が採決され、賛成10、反対11の賛成少数で否決された。与党会派のうち公明石垣の石垣達也と未来の箕底用一が反対に回った（公明石垣の平良秀之は議長のため投票権なし）。賛成が上回れば全国で初めて自治基本条例廃止となる異例の事態だった[6][7]。

2022年
- 12月19日 - 陸上自衛隊石垣駐屯地に反撃能力を持つ長射程ミサイルを配備することは「到底容認できない」とした、石垣駐屯地への長射程ミサイル配備に関する意見書を賛成多数で可決。議長を除く市議21人のうち、野党の8人、中立の3人の計11人が賛成し、与党のうち9人が反対、1人が病欠した。[8][9]

2023年
- 10月13日 - 同月14日から始まる日米共同訓練「レゾリュート・ドラゴン」に対し「市民に十分かつ丁寧な説明がないまま今日に至っている」と政府に抗議する意見書を賛成多数で可決。議長を除く市議21人のうち、野党の8人、中立の3人の計11人が賛成し、与党の10人が反対した。[10]

## 選挙

### 2018年石垣市議会議員選挙
2018年9月9日執行　当日有権者数：38,674人　最終投票率：65.73%　定数：22人　立候補者数：30人
| 順位 | 当落 | 候補者名     | 年齢 | 所属党派       | 新旧別 | 得票数    |
| ---- | ---- | ------------ | ---- | -------------- | ------ | --------- |
| 1    | 当   | 石垣達也     | 51   | 公明党         | 新     | 1,313.742 |
| 2    | 当   | 花谷史郎     | 36   | 無所属         | 現     | 1,279     |
| 3    | 当   | 砂川利勝     | 54   | 無所属         | 元     | 1,267.605 |
| 4    | 当   | 宮良操       | 62   | 無所属         | 元     | 1,267     |
| 5    | 当   | 内原英聡     | 34   | 無所属         | 新     | 1,249     |
| 6    | 当   | 我喜屋隆次   | 41   | 無所属         | 現     | 1,155     |
| 7    | 当   | 長山家康     | 31   | 無所属         | 現     | 1,141     |
| 8    | 当   | 箕底用一     | 37   | 無所属         | 現     | 1,117     |
| 9    | 当   | 石川勇作     | 40   | 無所属         | 新     | 1,061     |
| 10   | 当   | 平良秀之     | 48   | 公明党         | 現     | 1,031     |
| 11   | 当   | 前津究       | 46   | 無所属         | 元     | 0982      |
| 12   | 当   | 米盛初恵     | 51   | 無所属         | 現     | 0906      |
| 13   | 当   | 石垣亨       | 55   | 自由民主党     | 現     | 0900.88   |
| 14   | 当   | 仲間均       | 68   | 無所属         | 現     | 0823      |
| 15   | 当   | 東内原とも子 | 61   | 無所属         | 現     | 0810      |
| 16   | 当   | 大浜明彦     | 57   | 無所属         | 新     | 0802      |
| 17   | 当   | 井上美智子   | 65   | 日本共産党     | 現     | 0800      |
| 18   | 当   | 砥板芳行     | 48   | 自由民主党     | 現     | 0799.981  |
| 19   | 当   | 長浜信夫     | 62   | 社会民主党     | 現     | 0780      |
| 20   | 当   | 友寄永三     | 57   | 無所属         | 現     | 0751      |
| 21   | 当   | 後上里厚司   | 52   | 無所属         | 新     | 0686      |
| 22   | 当   | 新垣重雄     | 70   | 沖縄社会大衆党 | 新     | 0673      |
| 23   | 落   | 砂川佳之     | 51   | 無所属         | 新     | 0660.413  |
| 24   | 落   | 石垣涼子     | 46   | 無所属         | 現     | 0659.376  |
| 25   | 落   | 田盛英伸     | 46   | 無所属         | 新     | 0610      |
| 26   | 落   | 仲嶺忠師     | 49   | 無所属         | 現     | 0601      |
| 27   | 落   | 上門孝子     | 67   | 無所属         | 元     | 0589      |
| 28   | 落   | 福島英洋     | 59   | 無所属         | 新     | 0218      |
| 29   | 落   | 古閑こずえ   | 45   | 無所属         | 新     | 0176      |
| 30   | 落   | 新里新八郎   | 70   | 無所属         | 新     | 0121      |